# Cymru Alliance
Cymru Alliance – były drugi poziom rozgrywek ligowych w piłkę nożną w części północnej i środkowej Walii, po raz pierwszy zorganizowany w 1990 roku. W 2019 został zastąpiony przez Cymru North.

## Format
W rozgrywkach brało udział 16 klubów, którzy zmagali się przez 2 rundy systemem kołowym, w sumie 30 kolejek. Mistrz mógł awansować do Welsh Premier League, jeżeli uzyskał Licencję Krajową. Jeśli nie uzyskał licencji, to zespół, który zajął drugie miejsce, w wypadku uzyskania licencji, mógł być promowany zamiast mistrza. Najsłabsze drużyny ligi spadali do Welsh National League (Wrexham Area), Welsh Alliance League i Mid Wales League.

## Historia
Druga liga o nazwie Cymru Alliance została założona w 1990 roku. Liga połączyła mistrzostwa regionu północy Walii i mistrzostwa regionu środkowej części Walii. Wcześniej od 1945 istniały trzy regionalne ligi (północ, środek, południe), w których walczono o mistrzostwo regionu. Do 1992 na szczeblu centralnym nie prowadzono rozgrywek o mistrzostwo Walii. Po utworzeniu Welsh Premier League w 1992 roku Cymru Alliance razem z Welsh Football League First Division stała drugim poziomem rozgrywek w Walii. Latem 2019 została zastąpiona przez Cymru North.

## Skład ligi w sezonie 2012/2013
| Klub                   | Siedziba                | Stadion                     | Pojemność | Założony |
| ---------------------- | ----------------------- | --------------------------- | --------- | -------- |
| Buckley Town F.C.      | Buckley                 | Globe Way Stadium           | 1,000     | 1977     |
| Caersws F.C.           | Caersws                 | Recreation Ground           | 4,000     | 1887     |
| Cefn Druids A.F.C.     | Cefn Mawr               | The Rock                    | 3,500     | 1992     |
| Conwy Borough F.C.     | Conwy                   | Y Morfa                     | 2,500     | 1977     |
| Flint Town United F.C. | Flint                   | Cae-y-Castell               | ?         | 1886     |
| Guilsfield F.C.        | Guilsfield              | Guilsfield Community Centre | ?         | 1957     |
| Holyhead Hotspur F.C.  | Holyhead                | The New Oval                | ?         | 1990     |
| Llandudno F.C.         | Llandudno               | Maesdu Park                 | 1,013     | 1878     |
| Llanrhaeadr F.C.       | Llanrhaeadr-ym-Mochnant | The Recreation Field        | 1,000     | 1882     |
| Penrhyncoch F.C.       | Penrhyn-coch            | Cae Barker                  | 700       | 1965     |
| Penycae F.C.           | Penycae                 | Afoneitha Road              | ?         | 1982     |
| Porthmadog F.C.        | Porthmadog              | Y Traeth                    | 3,000     | 1884     |
| Rhayader Town F.C.     | Rhayader                | The Weirglodd               | 2,200     | 2007     |
| Rhydymwyn F.C.         | Rhydymwyn               | Dolfechlas Road             | ?         | 1911     |
| Rhyl F.C.              | Rhyl                    | Belle Vue                   | 3,000     | 1898     |
| Ruthin Town F.C.       | Ruthin                  | Memorial Playing Fields     | 2,000     | 1870     |

## Zwycięzcy rozgrywek
- 1990/1991: Flint Town United F.C.
- 1991/1992: Caersws F.C.
- 1992/1993: Llansantffraid
- 1993/1994: Rhyl F.C.
- 1994/1995: Cemaes Bay F.C.
- 1995/1996: Oswestry Town F.C.
- 1996/1997: Rhayader Town F.C.
- 1997/1998: Oswestry Town F.C.
- 1998/1999: Cefn Druids A.F.C.
- 1999/2000: Oswestry Town F.C.
- 2000/2001: Caernarfon Town F.C.
- 2001/2002: Welshpool Town F.C.
- 2002/2003: Porthmadog F.C.
- 2003/2004: Airbus UK Broughton F.C.
- 2004/2005: Buckley Town F.C.
- 2005/2006: Glantraeth F.C.
- 2006/2007: Llangefni Town F.C.
- 2007/2008: Prestatyn Town F.C.
- 2008/2009: Bala Town F.C.
- 2009/2010: Llangefni Town F.C.
- 2010/2011: Gap Connah's Quay F.C.
- 2011/2012: Gap Connah's Quay F.C.
- 2012/2013: Rhyl F.C.
- 2013/2014: Cefn Druids A.F.C.
- 2014/2015: Llandudno F.C.
- 2015/2016: Caernarfon Town F.C.
- 2016/2017: Prestatyn Town F.C.
- 2017/2018: Caernarfon Town F.C.
- 2018/2019: Airbus UK Broughton F.C.